# Hermann Guggenheim (Lithograf)
Hermann Guggenheim (* 20. November 1864 in Zürich; † 2. Februar 1912 ebenda) war ein Schweizer Lithograph und Gründer eines Ansichtskartenverlages.

## Biografie
Hermann Guggenheim, geboren am 20. November 1864 als erstes von sieben Kindern des Kaufmanns Leopold Guggenheim und seiner Frau Louise geb. Braunschweig, besuchte die Schulen in Zürich. Vermutlich machte er eine Lehre als Lithograph, jedenfalls wurde er in der Eidg. Volkszählung von 1880 als «Lehrling» vermerkt. In der darauf folgenden Volkszählung 1888 war er erfasst als «Dessinateur Chromiste, Angestellter bei Lithograph. Frey & Conrad» in Aussersihl (Zürich). Ab 1890 führte er ein eigenes Atelier. 1893 liess er, zusammen mit seinem jüngeren Bruder Jacques, die Firma H. Guggenheim & Co., Artistisches Atelier und Papiere en gros im Handelsregister des Kantons Zürich eintragen. Bis zu seinem Tod war Hermann Guggenheim die künstlerisch wie auch unternehmerisch treibende Kraft des Verlags.
In der Israelitischen Kultusgemeinde Zürich wurde Guggenheim als aktives Mitglied geschätzt, insbesondere auch für seine Unterstützung von Bildungsinitiativen.
Hermann Guggenheim heiratete 1896 Therese Wyler (1873–1952), Tochter eines Berner Warenhausbesitzers. Das Paar hatte drei Kinder. Die Tochter Doris starb 1911 mit 13 Jahren; 1900 wurden die Zwillinge Leopold Willy und Erna geboren. Am 2. Februar 1912 starb Hermann Guggenheim an einem Herzschlag.
Hermann Guggenheims Sohn Leopold Willy Guggenheim (1900–1977) wurde unter dem Namen Varlin ein bekannter Zürcher Kunstmaler. Ein Neffe von Hermann Guggenheim, Kurt Seligmann (1900–1962), erlangte internationale Anerkennung als surrealistischer Künstler. Der Zürcher Schriftsteller Kurt Guggenheim war ebenfalls ein naher Verwandter, sein Vater war ein Cousin gleichen Namens von Hermann Guggenheim.
Nicht aus derselben Familie stammte der Buchdrucker Leopold D. Guggenheim (1865–1940); er war von ca. 1898 bis ca. 1916 in Zürich aktiv und publizierte ebenfalls Ansichtskarten.

## Unternehmen
Der von Hermann Guggenheim gegründete Zürcher Verlag H. Guggenheim & Co. war einer der frühesten Ansichtskartenverlage in der Schweiz, aktiv von 1893 bis ca. 1940. Nach dem Tod von Hermann Guggenheim 1912 führten die beiden jüngeren Brüder Markus (1872–1940) und Emil (1877–1976) die Geschäfte als Guggenheim & Co. weiter. 1945 wurde die Firma aufgelöst. Der Firmensitz befand sich ab ca. 1897 an der Schützengasse in Zürich, ca. 1921 erfolgte die Verlegung an die Brandschenkestrasse 43.

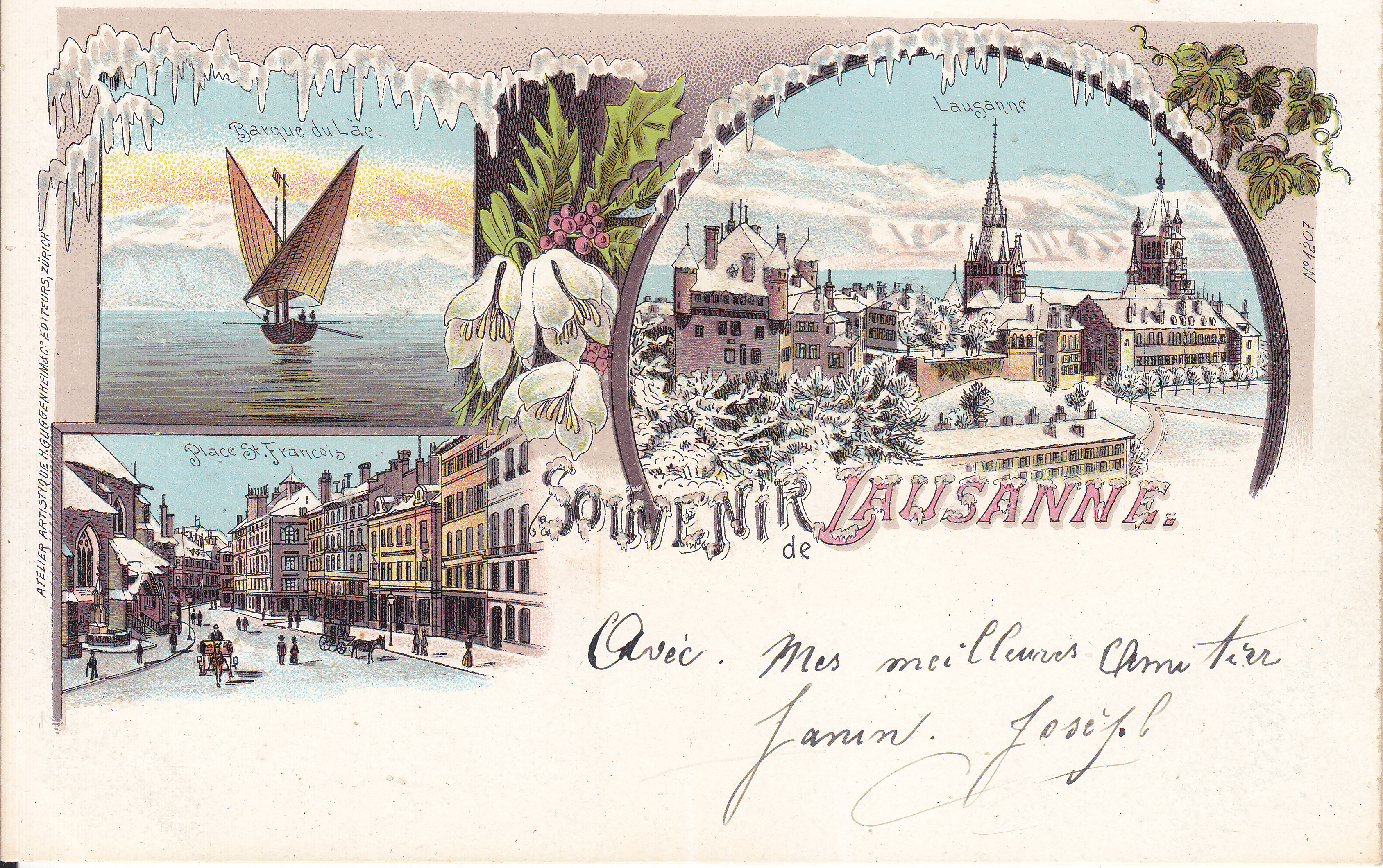
Typische Federlithographie von Hermann Guggenheim, ca. 1898. Signiert ATELIER ARTISTIQUE H. GUGGENHEIM & CO. EDITEURS, ZÜRICH, No. 1207 (ca. 1898)

Der Verlag interessiert heute vor allem wegen seiner umfangreichen Produktion von Ansichtskarten. Aus den 1890er Jahren sind auch weitere lithografische Produkte wie Briefköpfe, Geschäftskarten, Menukarten, Porträts, kleine Alben mit Ortsansichten und illustrierte Broschüren dokumentiert. In den Anfangsjahren schuf Hermann Guggenheim zahlreiche Gravur- und Federlithographien, die inzwischen von Sammlern sehr begehrt sind. Vermutlich stammen auch viele später entstandene gezeichnete Vorlagen aus seiner Hand. Um 1898 begann Guggenheim zu fotografieren und bereiste die Schweiz wie auch die Nachbarländer, um Ansichtskarten von bekannten Touristenorten zu produzieren.

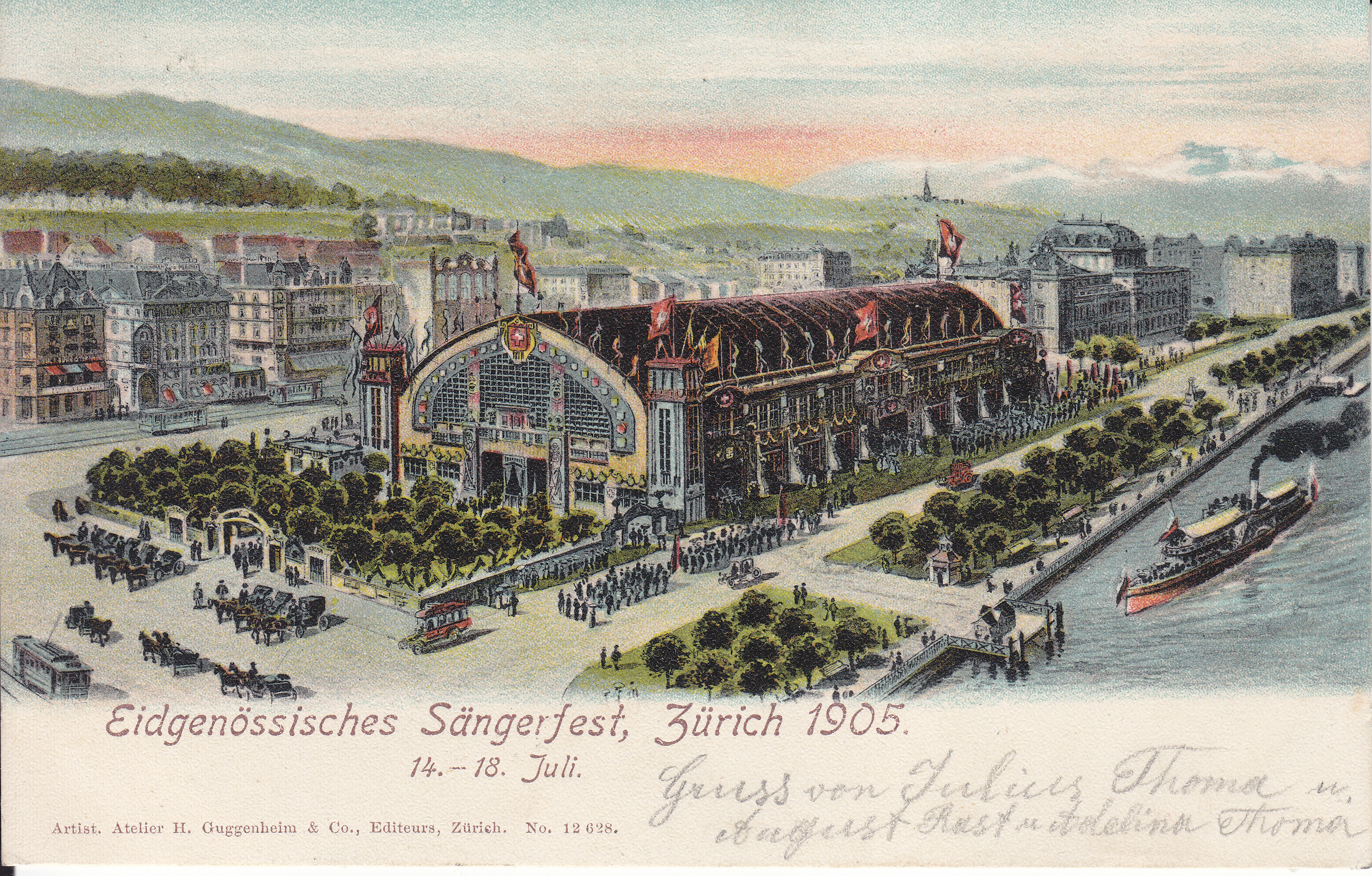
Eine von mehreren Festkarten zum Eidgenössischen Sängerfest in Zürich 1905. Signiert Artist. Atelier H. Guggenheim & Co., Editeurs Zürich, No. 12674.

Im Lauf seines über 50-jährigen Bestehens gab der Verlag Guggenheim eine grosse Vielfalt von Karten heraus, sowohl was die Art der Abbildung wie auch die Drucktechnik betrifft. Inhaltlich sind die topografischen Karten am häufigsten: Ansichten von Ortschaften und Sehenswürdigkeiten, schwarz/weiss oder koloriert. Sie finden sich auch auf reich dekorierten, teilweise mit Prägedruck versehenen Passepartout- oder Rahmenkarten aus der Schaffenszeit von Hermann Guggenheim. Motiv-Karten waren ebenfalls beliebt: Trachten und Folklore, militärische und patriotische Sujets, Karten für nationale und lokale Festanlässe. Sie entsprachen dem Zeitgeist der Schweiz in der 2. Hälfte des 19. Jahrhunderts, den Guggenheim geschickt zu nutzen wusste. Es war das «goldene Zeitalter» der Ansichtskarte, als der Tourismus blühte und Verlage mit attraktiven Angeboten um die Gunst von Sammlern wetteiferten. Guggenheim profitierte von diesem Trend, trug aber seinerseits auch dazu bei.

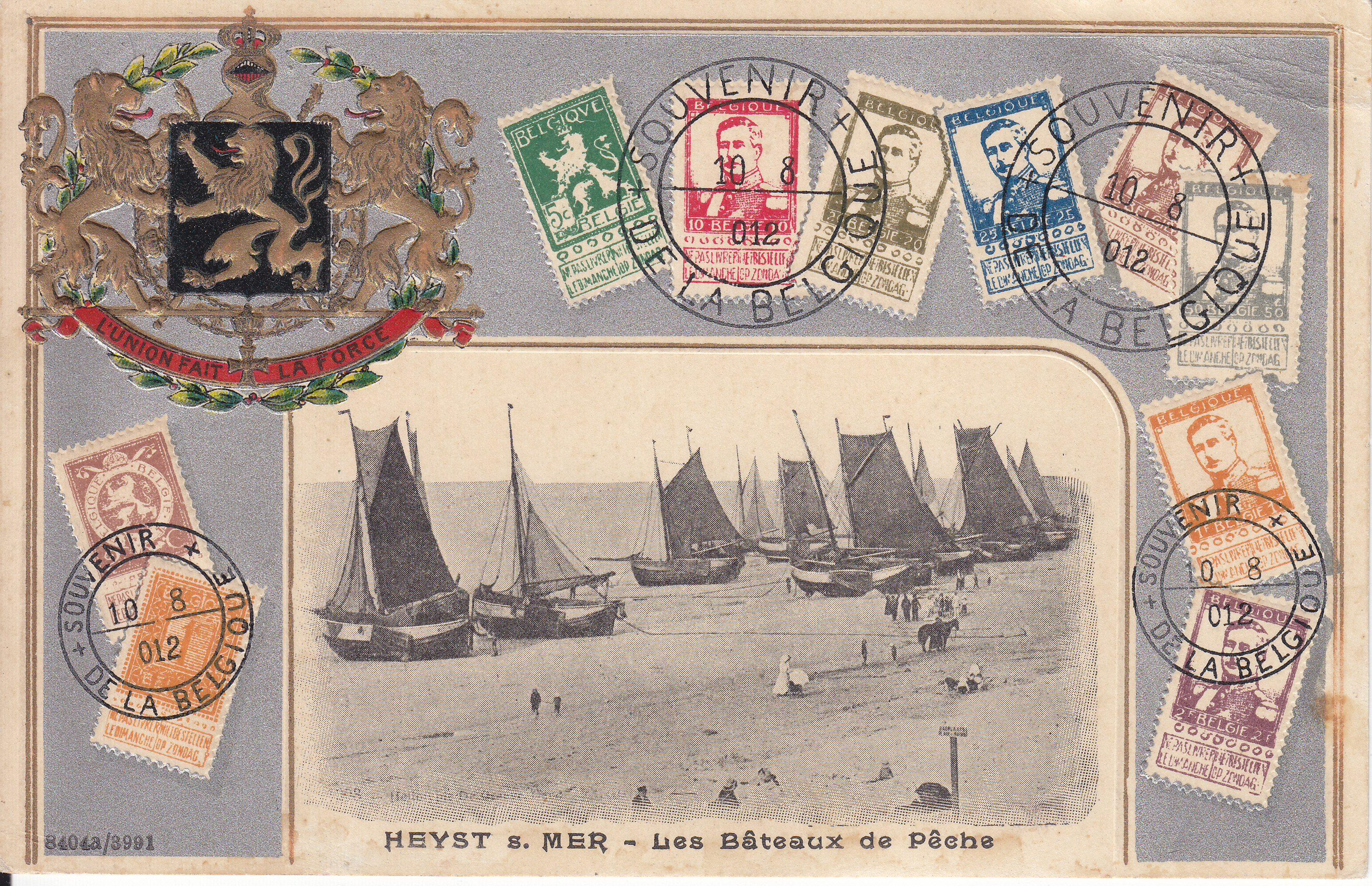
Varianten solcher Briefmarken-Rahmenkarten produzierte die Firma Guggenheim für verschiedene Länder. Prägedruck mit Silber und Gold, signiert Edition Guggenheim & Co. Zürich, No. 9304 (ca. 1920)

Guggenheim produzierte und vertrieb Ansichtskarten nicht nur für die Schweiz, sondern auch für beliebte Reiseziele in Frankreich, Italien, Belgien, Luxemburg und den Niederlanden. Selbst aus Mexiko und den USA sind einzelne Karten der Zürcher Firma dokumentiert. Auch für das Ausland produzierte er Rahmenkarten, indem er für seine mit Wappen, Briefmarken und Ähnlichem geschmückten Vorlagen entsprechendes lokales Material einsetzte.
Viele der nach 1912 gelaufenen Karten können auf Vorgänger aus der Zeit von Hermann Guggenheim zurückgeführt werden. Sein Fotoarchiv wurde von den Nachfolgern für Neuauflagen genutzt, dazu kauften sie auch Material von externen Photographen und Künstlern. Der Verlag vertrieb bis ca. 1922 weiterhin Passepartout-Karten mit Lokalansichten, dann aber vor allem reine Ansichtskarten.

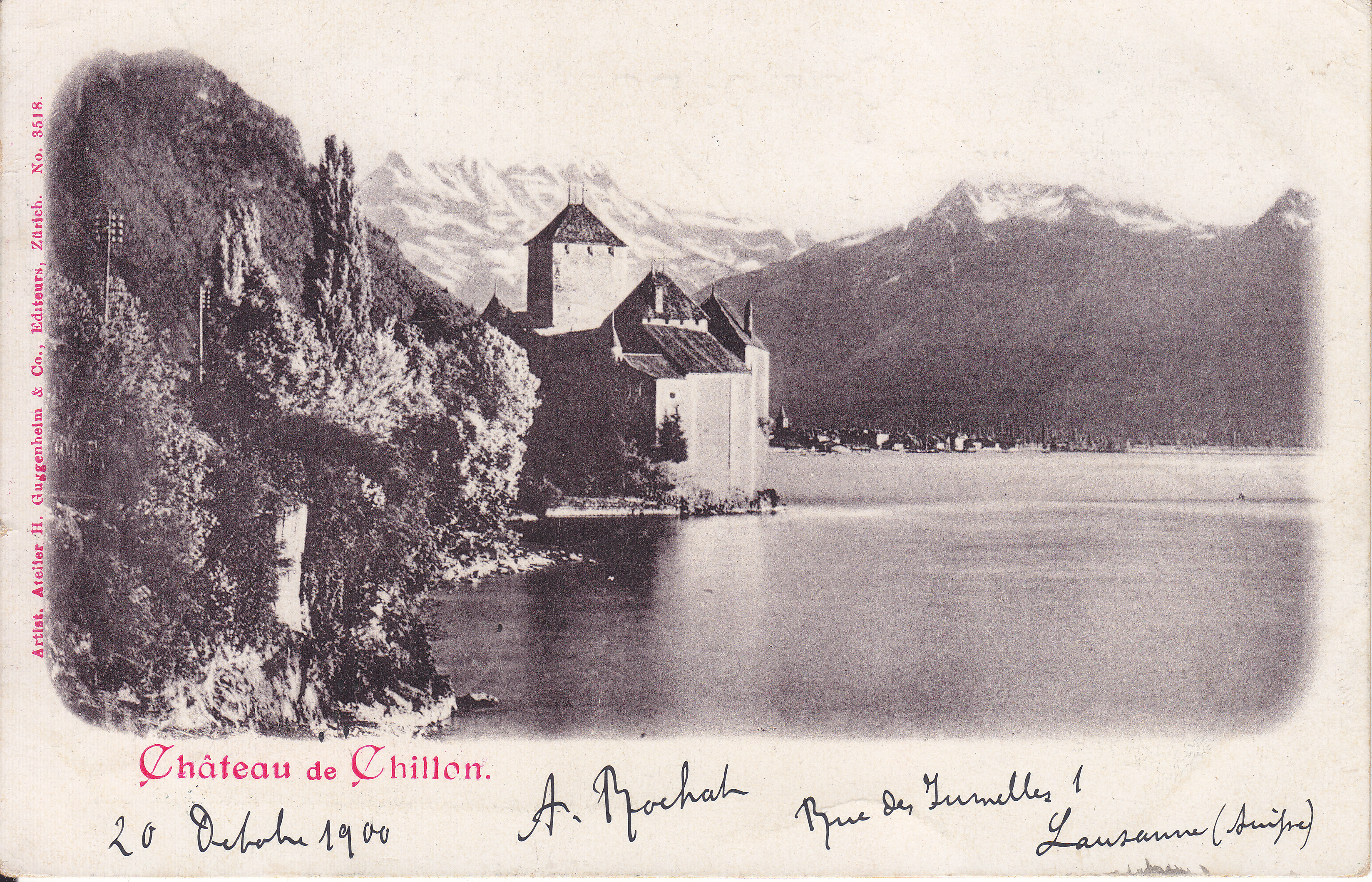
Zahlreiche Varianten dieser Ansichtskarte von Schloss Chillon zeugen von der grossen Nachfrage durch Touristen. Lichtdruck, signiert Artist. Atelier H. Guggenheim & Co., Editeurs Zürich, No. 3518 (ca. 1900)

Drucktechnisch spiegelt sich in den Guggenheim-Karten die Entwicklung von den 1890er Jahren bis zum Zweiten Weltkrieg, von der Gravur- und Federlithografie mit beschränkter Farbpalette über bunte Chromolithos, Lichtdruck schwarz/weiss oder koloriert, bis zur Bromsilber- und zur Fotopostkarte wie wir sie heute kennen. Nach den Anfangsjahren und bis zum Ersten Weltkrieg liess Guggenheim seine Karten in Deutschland drucken. Dank Massenproduktion konnten die Druckereien in Leipzig oder Berlin tiefe Preise offerieren. Vor allem die Firma C. G. Röder G. m. b. H. in Leipzig lieferte ab ca. 1900 einen Grossteil der Lichtdruck-Karten, wie anhand der aufgedruckten Produktionsnummern nachgewiesen werden kann. Von Röder stammten auch die auffälligen gelb-braunen Karten mit den gezeichneten Wolken (ca. 1915 bis 1925), für welche Guggenheim wahrscheinlich den Alleinvertrieb für die Schweiz hatte.

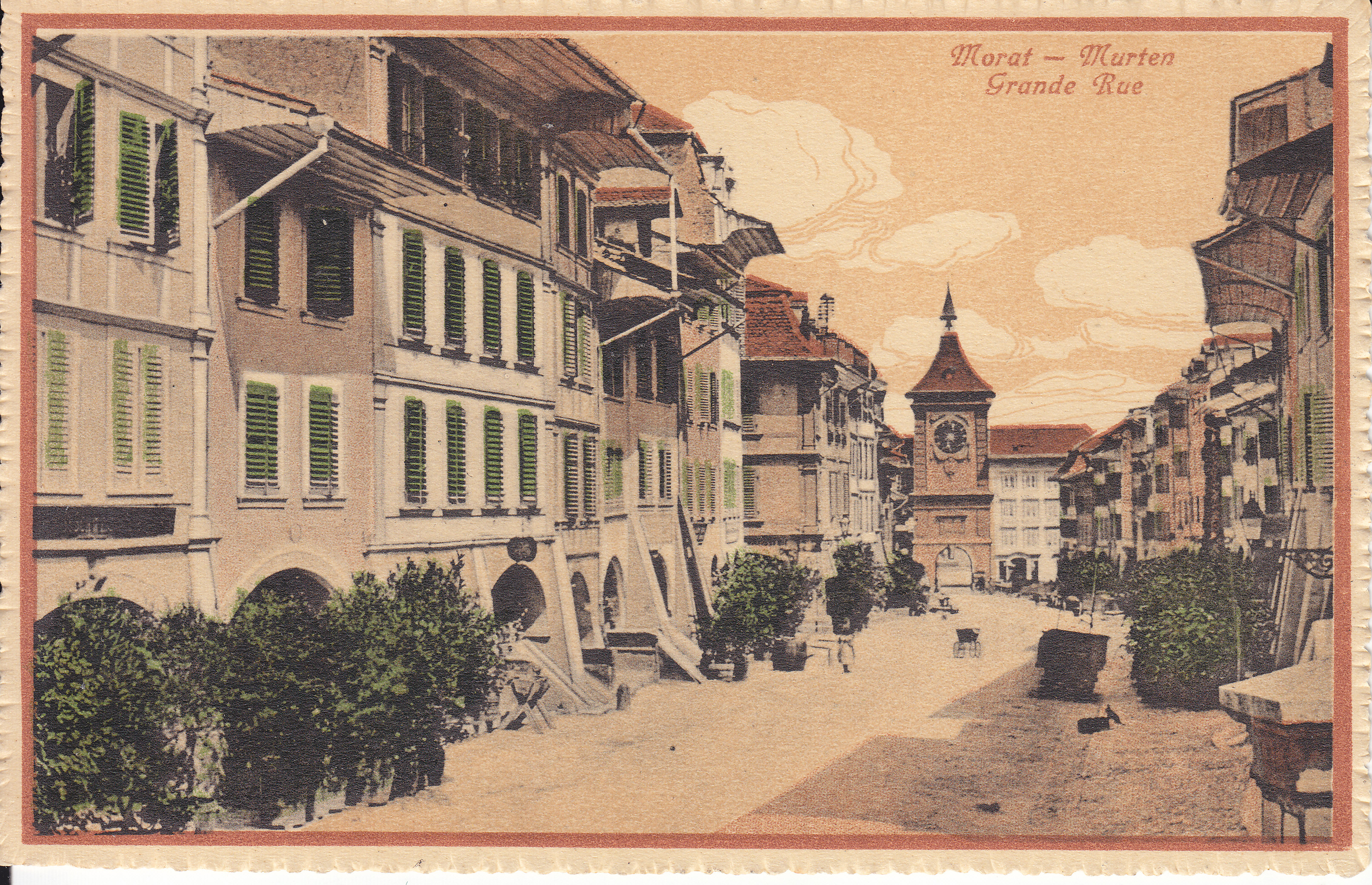
Die gelb-braunen Karten mit den typischen gezeichneten Wolken sind bisher nur von Guggenheim nachgewiesen für die Schweiz. Signiert Edition Guggenheim & Co. Zürich, No. 9304 (ca. 1915)

Die Schweizerische Nationalbibliothek beherbergt eine Sammlung von Glasnegativen aus dem Verlag Guggenheim.